# Esk (Dumfries and Galloway)
 (juin 2021).
La mise en forme du texte ne suit pas les recommandations de Wikipédia : il faut le « wikifier ».
Les points d'amélioration suivants sont les cas les plus fréquents. Le détail des points à revoir est peut-être précisé sur la page de discussion.
- Les titres sont pré-formatés par le logiciel. Ils ne sont ni en capitales, ni en gras.
- Le texte ne doit pas être écrit en capitales (les noms de famille non plus), ni en gras, ni en italique, ni en « petit »…
- Le gras n'est utilisé que pour surligner le titre de l'article dans l'introduction, une seule fois.
- L'italique est rarement utilisé : mots en langue étrangère, titres d'œuvres, noms de bateaux, etc.
- Les citations ne sont pas en italique mais en corps de texte normal. Elles sont entourées par des guillemets français : « et ».
- Les listes à puces sont à éviter, des paragraphes rédigés étant largement préférés. Les tableaux sont à réserver à la présentation de données structurées (résultats, etc.).
- Les appels de note de bas de page (petits chiffres en exposant, introduits par l'outil «  Source ») sont à placer entre la fin de phrase et le point final[comme ça].
- Les liens internes (vers d'autres articles de Wikipédia) sont à choisir avec parcimonie. Créez des liens vers des articles approfondissant le sujet. Les termes génériques sans rapport avec le sujet sont à éviter, ainsi que les répétitions de liens vers un même terme.
- Les liens externes sont à placer uniquement dans une section « Liens externes », à la fin de l'article. Ces liens sont à choisir avec parcimonie suivant les règles définies. Si un lien sert de source à l'article, son insertion dans le texte est à faire par les notes de bas de page.
- La présentation des références doit suivre les conventions bibliographiques. Il est recommandé d'utiliser les modèles {{Ouvrage}}, {{Chapitre}}, {{Article}}, {{Lien web}} et/ou {{Bibliographie}}. Le mode d'édition visuel peut mettre en forme automatiquement les références.
- Insérer une infobox (cadre d'informations à droite) n'est pas obligatoire pour parachever la mise en page.

Pour une aide détaillée, merci de consulter Aide:Wikification.
Si vous pensez que ces points ont été résolus, vous pouvez retirer ce bandeau et améliorer la mise en forme d'un autre article.
Pour les articles homonymes, voir Esk.
La rivière Esk (en gaélique écossais : Easg), aussi appelée Border Esk (rivière de la frontière), est un cours d'eau situé dans les Dumfries and Galloway en Écosse. La rivière se jette dans le Firth de Solway. Une petite portion se situe dans le comté de Cumbria en Angleterre.

## Géographie

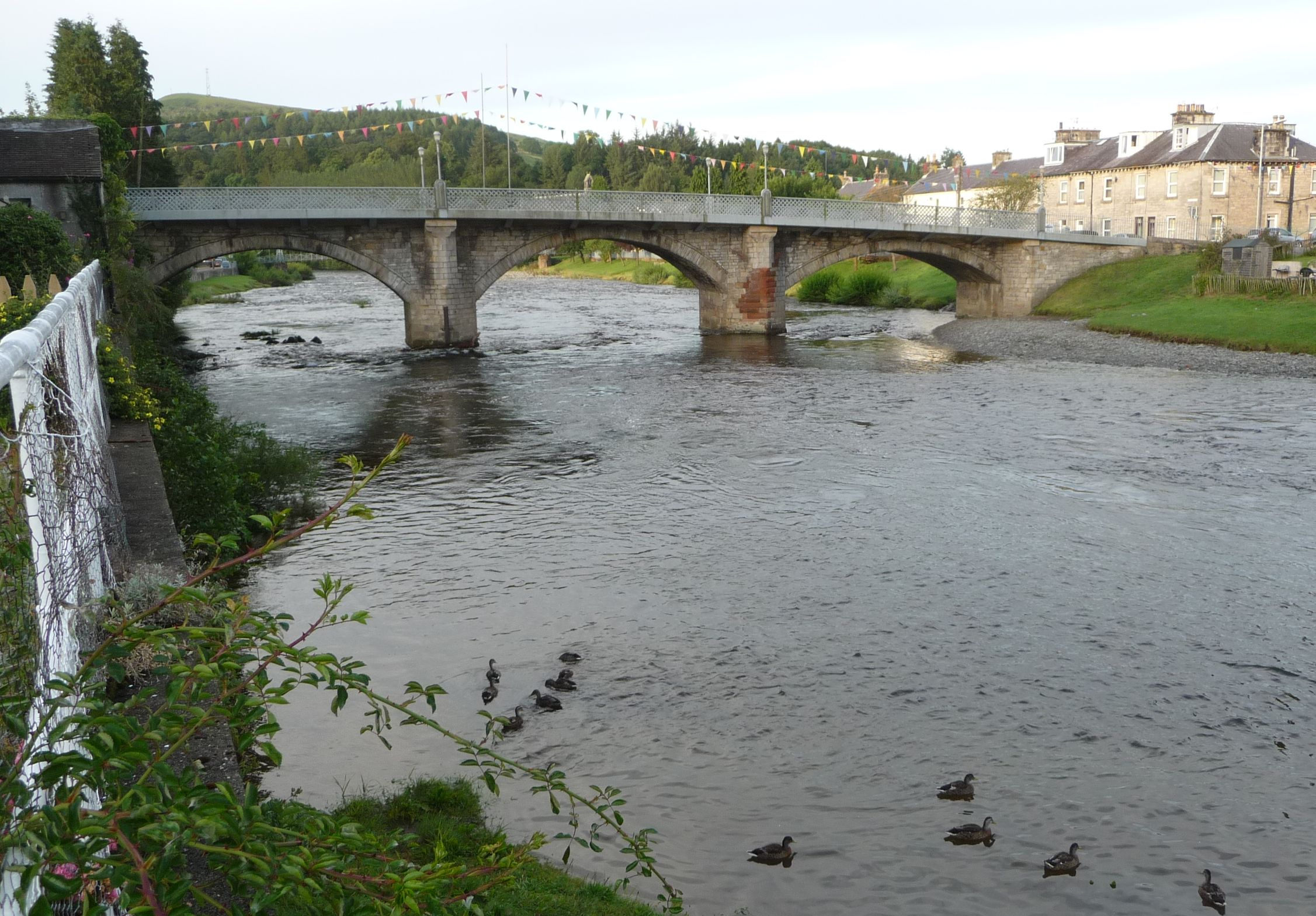
la rivière Esk à Langholm

La rivière coule à travers les collines à l'est de Moffat et ses deux principaux affluents, la Black Esk et la White Esk, fusionnent à l’extrémité sud de la foret du château d'O'er. Elle coule au sud-est à travers Eskdale avant de passer Langholm et de se jeter dans Liddel Water (qui définit la frontière entre l'Écosse et l'Angleterre). Avant d'atteindre Longtown, la rivière passe en Angleterre, se mêle à la rivière Lyne et se jette dans le Firth de Solway près de l'embouchure de la rivière Eden.
C'était à l'origine l'une des frontières des Debatable Lands marqué par la Scot's Dike.

## Affluents
Les différents affluents de l'Esk :
L'Esk Blanche (White Esk) se jette dans l'Esk après avoir fusionné avec le Glendearg Burn et le Tomleuchar Burn et coulé vers le sud à travers la forêt d'Eskdalemuir capturant les eaux de la rivière Garwald à Garwaldwaterfoot puis continuant par le village d'Eskdalemuir jusque dans la foret de Castle O'er. Le cours d'eau est longé quasiment en permanence par la B709.  
La Black Esk va nourrir le Black Esk Reservoir, au pied du barrage, la rivière coule au sud de Sandyford où elle croise la route B723. Puis le cours d'eau tourne brusquement vers l'est puis au sud-est en passant par Castle O'er avant de rejoindre la White Esk pour former l'Esk. 
La rivière Meggat (ne pas confondre avec la rivière Megget) est un affluent de l'Esk sur la rive sud près de la lisière sud de la forêt de Craik, elle coule vers le sud.  
La rivière Ewes est un grand affluent, elle aussi placée sur la rive sud, elle rencontre l'Esk au niveau de Langholm. L'Ewes est composé des flots de l'Ewesless, de la Mosspaul et de la Carewoodrig Burns. La vallée de l'Ewes  est suivie par la route A7 qui va de Carlisle à Edimbourg. 
La rivière Wauchope est un affluent de l'Esk sur la rive droite et se jette dans l'Esk juste après l'Ewes. 
La rivière Tarras se joint à L'Esk sur la rive gauche à 4 km au sud de Langholm.  
La rivière Liddel est un affluent majeur sur la rive sud entre Canonbie et Longtown. 
La rivière Lyne se mêle à l'Esk sur la rive sud à Lynefoot.
La rivière Sark et la rivière Kirtle qui entrent dans l'estuaire de marée de l'Esk.